# Carola Hornig
Carola Hornig (nacida Carola Miseler, Stendal, 30 de abril de 1962) es una deportista de la RDA que compitió en remo.
Participó en los Juegos Olímpicos de Seúl 1988, obteniendo una medalla de oro en la prueba de cuatro con timonel. Ganó cinco medallas en el Campeonato Mundial de Remo entre los años 1982 y 1987.

## Palmarés internacional
| Juegos Olímpicos   | Juegos Olímpicos         | Juegos Olímpicos  | Juegos Olímpicos   |
| Año                | Lugar                    | Medalla           | Prueba             |
| ------------------ | ------------------------ | ----------------- | ------------------ |
| 1988               | Seúl (Corea del Sur)     | Medalla de oro    | Cuatro con timonel |
| Campeonato Mundial |                          |                   |                    |
| Año                | Lugar                    | Medalla           | Prueba             |
| 1982               | Lucerna (Suiza)          | Medalla de bronce | Ocho con timonel   |
| 1983               | Duisburgo (RFA)          | Medalla de oro    | Cuatro con timonel |
| 1985               | Malinas (Bélgica)        | Medalla de plata  | Ocho con timonel   |
| 1986               | Nottingham (Reino Unido) | Medalla de plata  | Ocho con timonel   |
| 1987               | Copenhague (Dinamarca)   | Medalla de plata  | Cuatro con timonel |